# Gagok-dong
Gagok-dong (koreanska: 가곡동)  är en stadsdel i staden Miryang i provinsen Södra Gyeongsang i den sydöstra delen av Sydkorea, 280 km sydost om huvudstaden Seoul.